# برنارد نجونجا
برنارد نجونجا (18 أكتوبر 1955 - 21 فبراير 2021) كان ناشط وسياسي كاميروني.

## السيرة الشخصية
ولدت نجونجا في بانجوا وحصل على شهادة في الهندسة الزراعية من كلية العلوم الزراعية والعلوم الزراعية في دتشانغ. ثم أصبح مساعد باحث في معهد البحوث الزراعية من أجل التنمية من 1984 إلى 1987. في الثمانينيات أسس خدمة المنظمات غير الحكومية لمبادرات التنمية المحلية.
كان نجونجا معروفًا بالتعبير عن دعمه لصالح سكان الريف الكاميرونيين على المزارع متعددة الجنسيات. صديق للناشط الفرنسي خوسيه بوفي، شجب اختلاس الأموال في صناعة الذرة وإدخال المنتجات المعدلة وراثيًا عندما أصبح رئيسًا لجمعية مواطن يدافع عن المصالح الجماعية.
أعلن نجونجا نفسه مرشحًا في الانتخابات الرئاسية الكاميرونية لعام 2018 كعضو في حزب صدق في الكاميرون الذي أسسه. لكنه لم ينجح.
توفي برنارد نجونجا في 21 فبراير 2021 في أميان عن عمر يناهز 65 عامًا.